# Sonates en partita's voor onbegeleide viool (J.S. Bach)

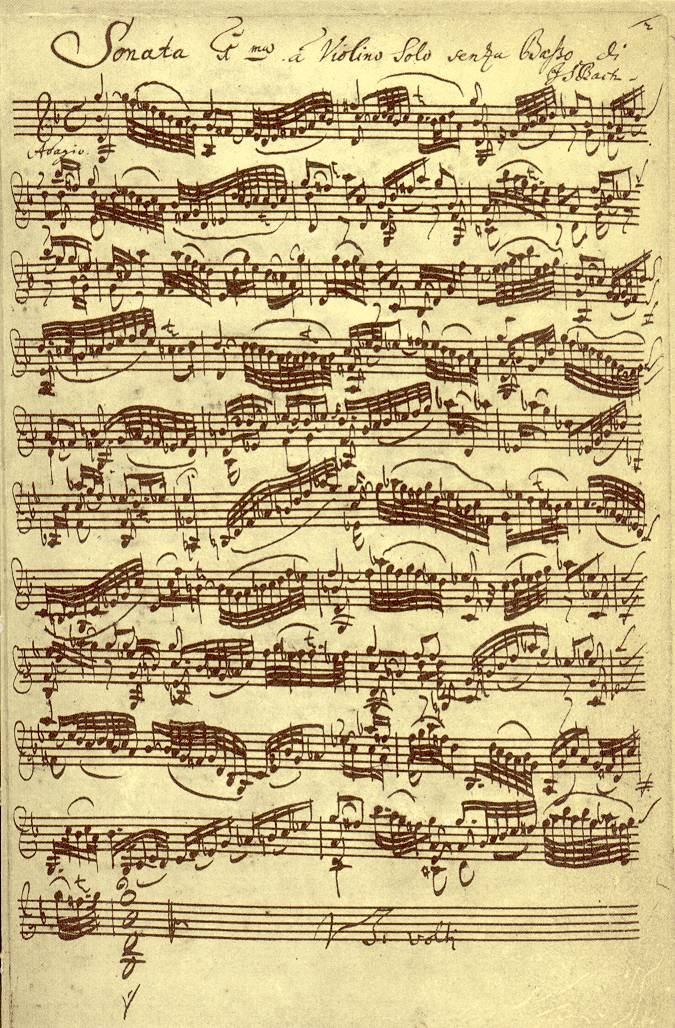
Eerste sonate voor onbegeleide viool: Adagio (manuscript daterende uit 1720)

De Sonates en partita's voor solo viool (BWV 1001 - 1006), oorspronkelijk "Sei Solo a Violino senza Basso accompagnato" genaamd, is een cyclus van zes werken voor viool gecomponeerd door Johann Sebastian Bach. Het werk bestaat uit drie sonates en drie partita's. Het werd in 1843 voor het eerst uitgegeven door Ferdinand David. Delen ervan werden voor het eerst opgenomen door Joseph Joachim in 1904. Het gehele werk werd voor het eerst opgenomen door Yehudi Menuhin in de jaren 30. Heden ten dage behoort het tot het repertoire van vele violisten. De drie sonates zijn zelfs een verplicht onderdeel in de eerste ronde van de Koningin Elisabethwedstrijd voor viool.
Bach begon met het componeren van deze werken rond 1703 in Weimar. De cyclus werd gecompleteerd in 1720, toen hij als kapelmeester aan het hof van Leopold von Anhalt-Köthen in dienst was. Hier schreef hij tevens de Brandenburgse Concerten en de Zes suites voor onbegeleide cello.
Bach moet zijn geïnspireerd door de zes vioolsolo's van Johann Paul von Westhoff, een violist die tot 1705 aan het hof van Weimar had gewerkt. Aangenomen wordt dat de composities van Von Westhoff model hebben gestaan voor de werken van Bach.
De sonates bestaan elk uit vier delen in het typische patroon van de "sonata da chiesa" (kerksonate): langzaam, snel, langzaam, snel. Het eerste deel is gecomponeerd als een vrije prelude, gevolgd door een vierstemmige fuga. Bach heeft deze beide delen duidelijk samenhangend bedoeld; dit volgt uit de aanwijzing om de bladzijde snel om te slaan: "v.s-volti subito". Vervolgens verloopt het midden deel rustig en lyrisch, voornamelijk in de paralleltoonsoort, waarna Bach een snelle aansluiting naar een slotdeel noteert (presto, allegro of allegro assai).
De partita's zijn verzamelingen van dansen, zoals de Allemande, Courante, Sarabande en Gigue, hoewel er door Bach binnen de bestaande partitavorm werd geschoven met bijvoorbeeld een Bourrée en een Chaconne.
Wie het werk oorspronkelijk uitgevoerd heeft is niet bekend. Twee getalenteerde violisten van het hof van Dresden, Johann Georg Pisendel en Jean-Baptiste Volumier worden genoemd, alsook Joseph Spiess, de concertmeester van het orkest van Köthen. Anderen wijzen Bach zelf aan als de uitvoerende, daar Bach immers ook een getalenteerd violist was.

## Opbouw
- Sonate No.1 in g-mineur, BWV 1001
  1. Adagio
  2. Fuga (Allegro)
  3. Siciliana
  4. Presto
- Partita No.1 in b-mineur, BWV 1002
  1. Allemande
  2. Double
  3. Courante
  4. Double
  5. Sarabande
  6. Double
  7. Tempo di Borea
  8. Double
- Sonate No.2 in a-mineur, BWV 1003
  1. Grave
  2. Fuga
  3. Andante
  4. Allegro
- Partita No.2 in d-mineur, BWV 1004
  1. Allemanda
  2. Corrente
  3. Sarabanda
  4. Giga
  5. Ciaccona
- Sonate No.3 in C-majeur, BWV 1005
  1. Adagio
  2. Fuga
  3. Largo
  4. Allegro assai
- Partita No.3 in E-majeur, BWV 1006
  1. Preludio
  2. Loure
  3. Gavotte en Rondeau
  4. Menuet I
  5. Menuet II
  6. Bourrée
  7. Gigue

## Discografie (sel.)
- Yehudi Menuhin (EMI, CHS 7630352)
- Arthur Grumiaux (Philips, 4387362)
- Oscar Shumsky (ASV, CD DCD 454)
- Nathan Milstein (Deutsche Grammophon, 457 701-2)
- Henryk Szeryng (Sony, MP2K 46721)
- Sigiswald Kuijken (Deutsche Harmonia Mundi - Editio Classica, GD77043)
- Monica Huggett (Virgin Veritas, 7243 5 45205 2 5)
- Lucy van Dael (Naxos, 8.554422 en 8.554423)
- John Holloway op barokviool (ECM New Series, 1909/1910)
- Gidon Kremer (ECM New Series, 1926/27)
- Dmitry Sitkovetsky (Orfeo, C 130 852 H)
- Rachel Podger op barokviool (Channel Classics Records)
- Jascha Heifetz (RCA, GD 87708)
- Shlomo Mintz (Deutsche Grammophon, 445 526-2GMA2 1983/19
- Amandine Beyer (Zig-Zag Territoires, ZZT110902)
- Maya Homburger op barokviool (Maya Recordings, 2003/2008/2011)
- Julia Fischer (PentaTone, PTC 5186 072, 2005)
- Viktoria Mullova op barokviool (Ondine, ONYX-4040 2009)
- Sirkka-Liisaa Kaakinen-Pils op barokviool (Ondine, ODE-1241 2013)
- Midori (Seiler) op barokviool (Ondine, ONYX-4123 2015)
- Jeroen de Groot (JDG-Records, 2016)
- Isabelle Faust (Harmonia Mundi, 2010 & 2012, HMX2908474.75)